# Чен, Стив (YouTube)
Чен Шиджун (кит. трад. 陳士駿, пиньинь Chén Shìjùn), впоследствии известный как  Стивен «Стив» Ши Чен (англ. Steven «Steve» Shih Chen; род. 18 августа 1978 года) — американский предприниматель, один из основателей YouTube, основатель компаний AVOS Systems Inc. и MixBit.

## Биография
Родился в Тайбэе, Тайвань. Когда ему было 8 лет, его семья переехала в США. Окончил школу в Иллинойсе.
В 2005 году вместе Чедом Хёрли и Джаведом Каримом основали видеохостинг YouTube. 16 октября 2006 года вместе с Чедом Хёрли продал YouTube компании Google за 1,65 миллиардов долларов. В 2018 году акции Google, которые он получил при продаже YouTube, стоили 729 миллионов долларов.
Считается членом так называемой «мафии PayPal» — неформального объединения инвесторов и предпринимателей, работавших в PayPal до её поглощения EBay в 2002 году.
В течение нескольких лет работал в качестве консультанта на Theta и был указан на их сайте.
Женат, двое детей. Живёт с семьёй в Сан-Франциско.